# سورين زايدل
سورين زايدل (بالألمانية: Sören Seidel)‏ (10 أكتوبر 1972 في ألمانيا - ) هو لاعب كرة قدم ألماني في مركز الوسط. لعب مع فيردر بريمن ونادي دويسبورغ وهانوفر 96 وهولشتاين كيل و وBorussia Mönchengladbach II ‏ و1. FC Kleve ‏ ونادي بروسيا مونستر وSV Lippstadt 08 ‏ وفيردر بريمن 2 ‏ وبلومنتالر إس في ‏ وFC Oberneuland ‏.

## وصلات خارجية
- سورين زايدل على موقع قاعدة بيانات كرة القدم.إي يو (الإنجليزية)
- سورين زايدل على موقع بيانات كرة القدم. دي إي (الألمانية)
- سورين زايدل على موقع Soccerway.com (الإنجليزية)
- سورين زايدل على موقع عالم كرة القدم.نت (الإنجليزية)